# Holland (Schiff, 1898)
Die Holland war ein Geschützter Kreuzer der Koninklijke Marine der Niederlande. Sie war das erste Schiff ihrer Baureihe und somit Namensgeber der Holland-Klasse.

## Baugeschichte
Die Holland war das erste Schiff der Holland-Klasse, welche auf Basis der britischen Apollo-Klasse in den Niederlanden gebaut wurden. Die Kiellegung erfolgte 1895 in der Rijkswerf in Rotterdam. Der Stapellauf erfolgte am 4. Oktober 1896. Am 1. Juli 1898 wurde sie in Dienst gestellt.

## Technik

### Maschinenanlage
Die Antriebsanlage der Holland bestand aus zwei dreizylindrigen Verbunddampfmaschinen mit dreifacher Dampfdehnung, welche über je eine Antriebswelle die beiden Schrauben antrieb. Die Maschinen leisteten 10.000 PS (ca. 7.500 kW). Damit konnte eine Höchstgeschwindigkeit von bis zu 20 kn (etwa 37 km/h) erreicht werden. Es konnten 875 t Kohle gebunkert werden, mit denen bei 9,7 kn eine Reichweite von 4.500 sm erreicht werden konnte.

### Panzerung
Die Holland verfügte über ein 5 cm starkes Panzerdeck. Die Geschütze hatten 13 mm starke Geschützschilde. Zudem waren die Brückenaufbauten bis zu 100 mm stark gepanzert.

### Bewaffnung
Die Schiffsartillerie der Holland bestand aus zwei 15-cm-Geschützen, sechs 12-cm-Geschützen, vier 7,6-cm-Geschützen und vier 1-pfd-Geschützen. Diese waren alle in Einzelaufstellung aufgestellt.
Zusätzlich verfügte sie noch über zwei Torpedorohre für Torpedos mit 45 cm Durchmesser Modell IT 18in A110-450.

## Einsatzgeschichte
Am 7. Januar 1899 verließ die Holland Den Helder Richtung seines Stationierungsgebietes in Niederländisch-Ostindien.
Im Juni 1900 verlegte das Schiff nach Shanghai. Dort sollte es europäische Interessen während des Boxeraufstands schützen.
1910 lief es als Rettungsschiff ihrem Schwesterschiff Noordbrabant entgegen. Dies war auf der Fahrt nach Surabaya am 31. Mai südlich der Insel Lombok auf ein unbekanntes Riff gelaufen. Mehrere Abteilungen liefen voll, aber es konnte die Fahrt ohne Hilfe fortsetzen.
1911 verlegte das Schiff erneut nach Shanghai. Es schützte niederländische und andere europäische Gesandtschaften im zusammenbrechenden Kaiserreich China.
1912 repräsentierte das Schiff die Niederlande bei der Beerdigung des japanischen Kaisers Meiji in Yokohama. Am 21. September legte das Schiff Richtung Kōbe ab. Auf der Fahrt geriet das Schiff in einen Sturm. Es wurde leicht beschädigt und verlor mehrere Beiboote.
1920 wurde sie aus dem Dienst entlassen und abgebrochen.